# Torxa olímpica dels Jocs Olímpics d'estiu de 1992
La Torxa olímpica dels Jocs Olímpics d'estiu de 1992 és una torxa que es va fer servir durant els jocs celebrats a la ciutat de Barcelona el 1992. Fou dissenyada pel català André Ricard i fabricada per l'empresa Vilagrasa, SA, de Barcelona. En 39 dies va visitar les 17 comunitats autònomes, recorrent més de 6.000 km. Va passar per 652 localitats i es va aturar en 60 d'elles. La torxa olímpica ocupa un lloc especial en l'obra d'André Ricard, tant per la possibilitat que li atorga d'enfrontar-se al disseny d'un objecte singular com per l'acusat impacte social i la gran transcendència mediàtica que va obtenir en el moment dels Jocs Olímpics del 1992. Actualment la torxa es conserva al Museu del Disseny de Barcelona.
| «                   | La torxa olímpica constitueix un cas paradigmàtic d'una de les formes simbòliques més universals de la comunicació humana: el foc transformat en signe. | » |
| — Miquel de Moragas | |   |

## Característiques
La torxa és un objecte amb la funció eminentment ritual de traslladar la flama, i aquest aspecte cal tenir-lo molt present en l'anàlisi. En l'objecte dissenyat per André Ricard, per encàrrec del Comitè Olímpic de Barcelona l'any 1991, es poden distingir clarament tres parts acoblades a una estructura autoportant d'alumini injectat. A la part superior hi ha el capçal en forma de plat cònic similar a un peveter i un coll amb estries horitzontals; a la part central, una tapa de secció trapezoïdal amb caires roms que protegeix el dipòsit de combustible; i a la part inferior l'empunyadura.
Una característica fortament acusada d'aquesta torxa és el domini de formes triangulars i còniques i la direccionalitat frontal; és a dir que la torxa té un front o façana on, a més, hi ha gravats el text i la imatge d'identificació dels Jocs.
Aquest disseny implica la voluntat de respondre tant a la resolució tecnològica i funcional de la torxa com una caracterització estètica on l'autor volia fer palesa la seva interpretació de la litúrgia olímpica i la significació dels Jocs Olímpics de Barcelona 1992.

## Història

### Disseny de la torxa
El procés de disseny de la torxa olímpica ha estat descrit per Ricard d'una forma sistemàtica i detallada. Als seus textos Ricard explica les circumstàncies de l'encàrrec i l'itinerari de presa de decisions que va comportar el projecte.
En primer lloc cal destacar el fet que el disseny parteix de la definició de la flama que es va concebre onejant i vermellenca. Ricard va treballar col·laborant amb l'equip de la Càtedra de Projectes de l'Escola d'Enginyers de la Universitat Politècnica de Catalunya, primer, i amb l'oficina tècnica de Catalana de Gas fins a la definició del dispositiu funcional del cremador i la càrrega de gas que garantien la qualitat de la flama i la seva conservació i seguretat. En segon lloc, el dissenyador va voler adaptar el disseny a les pautes del ritual olímpic i establir un compromís entre la tradició i la innovació.
Finalment, la preocupació que manifestava Ricard per una qualitat estètica que dotés la torxa d'una forma que "fos inconfusiblement contemporània" i "coherent amb la línia de la meva obra".

### Foc Olímpic
El foc olímpic va ser encès el 5 de juny de 1992 a la ciutat d'Olímpia (Grècia) i va ser portat per relleus fins a Atenes. El 9 de juny al port de El Pireu fou embarcat a la fragata Cataluña de l'Armada Espanyola.
El 13 de juny arribà a les costes catalanes, sent rebut al port d'Empúries per les autoritats catalanes, i des d'on inicià el seu recorregut per tot el territori espanyol. El 19 de juny va ser portada pel president del COI Joan Antoni Samaranch i Torelló a la sortida de Sant Sadurní d'Anoia.
El 24 de juliol a la nit va fer la seva entrada a Barcelona procedent de Palma i va ser rebut amb una multitudinària festa que es va perllongar durant tota la nit en tots els districtes de la ciutat. L'endemà va arribar puntual a l'Estadi Olímpic i el seu últim relleu, el baloncestista Juan Antonio San Epifanio, Epi, encenia amb la torxa olímpica la fletxa de l'arquer Antonio Rebollo, atleta paralímpic, que va encendre el peveter per mitjà d'un llançament precís amb el seu arc des del centre de l'escenari, quedant així inaugurats els Jocs Olímpics d'Estiu de 1992.

### Recorregut
Recorregut del foc olímpic des de la seva encesa a Olímpia fins a arribar a Barcelona:
| Dia          | Localitat                  | País o comunitat autònoma |
| ------------ | -------------------------- | ------------------------- |
| 5 de juny    | Olímpia                    | Grècia                    |
| 7 de juny    | Atenes                     | Grècia                    |
| 13 de juny   | Empúries                   | Catalunya                 |
| 14 de juny   | Figueres                   | Catalunya                 |
| 14 de juny   | Banyoles                   | Catalunya                 |
| 14 de juny   | Girona                     | Catalunya                 |
| 15 de juny   | Palafrugell                | Catalunya                 |
| 15 de juny   | Blanes                     | Catalunya                 |
| 15 de juny   | Mataró                     | Catalunya                 |
| 15 de juny   | Badalona                   | Catalunya                 |
| 16 de juny   | Sabadell                   | Catalunya                 |
| 16 de juny   | Terrassa                   | Catalunya                 |
| 16 de juny   | Granollers                 | Catalunya                 |
| 16 de juny   | Vic                        | Catalunya                 |
| 17 de juny   | Berga                      | Catalunya                 |
| 17 de juny   | Puigcerdà                  | Catalunya                 |
| 18 de juny   | La Seu d'Urgell            | Catalunya                 |
| 18 de juny   | Solsona                    | Catalunya                 |
| 18 de juny   | Manresa                    | Catalunya                 |
| 19 de juny   | Igualada                   | Catalunya                 |
| 19 de juny   | Martorell                  | Catalunya                 |
| 19 de juny   | Sant Sadurní d'Anoia       | Catalunya                 |
| 19 de juny   | L'Hospitalet de Llobregat  | Catalunya                 |
| 20 de juny   | Castelldefels              | Catalunya                 |
| 20 de juny   | Sitges                     | Catalunya                 |
| 20 de juny   | Vilanova i la Geltrú       | Catalunya                 |
| 20 de juny   | El Vendrell                | Catalunya                 |
| 20 de juny   | Montblanc                  | Catalunya                 |
| 20 de juny   | Lleida                     | Catalunya                 |
| 21 de juny   | Saragossa                  | Aragó                     |
| 21 de juny   | Osca                       | Aragó                     |
| 22 de juny   | Jaca                       | Aragó                     |
| 23 de juny   | Pamplona                   | Navarra                   |
| 24 de juny   | Logronyo                   | La Rioja                  |
| 25 de juny   | Vitòria                    | País Basc                 |
| 26 de juny   | Bilbao                     | País Basc                 |
| 27 de juny   | Santander                  | Cantàbria                 |
| 27 de juny   | Gijón                      | Astúries                  |
| 28 de juny   | Oviedo                     | Astúries                  |
| 29 de juny   | Lugo                       | Galícia                   |
| 30 de juny   | La Corunya                 | Galícia                   |
| 1 de juliol  | Santiago de Compostel·la   | Galícia                   |
| 2 de juliol  | Vigo                       | Galícia                   |
| 3 de juliol  | Ourense                    | Galícia                   |
| 4 de juliol  | Astorga                    | Castella i Lleó           |
| 5 de juliol  | Lleó                       | Castella i Lleó           |
| 6 de juliol  | Valladolid                 | Castella i Lleó           |
| 7 de juliol  | Segòvia                    | Castella i Lleó           |
| 8 de juliol  | Madrid                     | Comunitat de Madrid       |
| 9 de juliol  | Toledo                     | Castella - la Manxa       |
| 10 de juliol | Càceres                    | Extremadura               |
| 10 de juliol | Badajoz                    | Extremadura               |
| 11 de juliol | Mèrida                     | Extremadura               |
| 12 de juliol | Huelva                     | Andalusia                 |
| 13 de juliol | Sevilla                    | Andalusia                 |
| 14 de juliol | Santa Cruz de Tenerife     | Canarias                  |
| 14 de juliol | Las Palmas de Gran Canària | Canarias                  |
| 15 de juliol | Màlaga                     | Andalusia                 |
| 16 de juliol | Granada                    | Andalusia                 |
| 17 de juliol | Almeria                    | Andalusia                 |
| 18 de juliol | Múrcia                     | Regió de Múrcia           |
| 19 de juliol | Alacant                    | País Valencià             |
| 20 de juliol | València                   | País Valencià             |
| 20 de juliol | Castelló de la Plana       | País Valencià             |
| 21 de juliol | Tortosa                    | Catalunya                 |
| 22 de juliol | Reus                       | Catalunya                 |
| 22 de juliol | Tarragona                  | Catalunya                 |
| 23 de juliol | Palma                      | Illes Balears             |
| 24 de juliol | Barcelona                  | Catalunya                 |